# Bellatorias major
Bellatorias major — вид сцинкоподібних ящірок родини сцинкових (Scincidae). Ендемік Австралії.

## Опис
Загальна довжина сцинків Bellatorias major становить 65 см. Довжина хвоста у 1—1,2 довша за довжину решти тіла. Голова і тіло майже квадратні в перетині. Верхня частина тіла темно-коричнева або сіра, луска гладка або дещо кілеподібна, ставить 28—30 рядів посередині тіла. Очі великі, повіки оточені кремовими кільцями. У самців тіла дещо коротше, а голова довша, ніж у самиць. Він найближчого родича Bellatorias frerei відрізняються лусками на 4-му пальці стопи: у B. major на цьому пальці є 2 ряди лусок, а у B. frerei один ряд.

## Поширення і екологія
Bellatorias major мешкають на південно-східному узбережжі Квінсленда до північного сходу Нового Південного Уельса, між горами Конондейл та річкою Хоксбері. Вони живуть в субтропічних лісах і вологих склерофільних рідколіссях, на узліссях та в прибережних хащах, серед повалених дерев, на висоті до 840 м над рівнем моря. Ведуть денний, наземний спосіб життя. Гріються на сонці з метою терморегуляції. Всеїдні, живляться грибами, ягодами, насінням, комахами і равликами. Живородні.